# 스페이스 파라다이스
스페이스 파라다이스는 2005년 제작된 대한민국의 영화이다.

## 목소리 출연
- 이명하 : 로봇/돼지 (목소리) 역
- 손상현 : 스페이스맨 (목소리) 역